# ShadowServer Foundation
Die ShadowServer Foundation ist (laut Eigenwerbung!) ein auf freiwilliger Mitarbeit basierender Zusammenschluss von Computer-Sicherheitsspezialisten aus aller Welt, der Botnetze, Malware, Phishing-Aktivitäten und Ähnliches beobachtet.
Die im Jahr 2004 gegründete Stiftung übernimmt folgende Aufgaben:
- Sammeln von Schadsoftware
- Analyse von Viren, Würmern  und Trojanern
- Beobachten und Berichten über aktuelle Angriffe
- Beobachten und Berichten über aktuelle Botnets
- Informationen zur Cyber-Kriminalität veröffentlichen
- Koordination von Notfallmaßnahmen

Die gesammelten Informationen stehen in vielfältigen Statistiken kostenlos zur Verfügung. Erklärtes Ziel ist die Verbesserung des Verständnisses und letztlich die Eindämmung der Internetkriminalität.